# Comuna de Gniezno
Gniezno (polaco: Gmina Gniezno) é uma gminy (comuna) na Polónia, na voivodia de Grande Polónia e no condado de Gnieźnieński. A sede do condado é a cidade de Gniezno.
De acordo com os censos de 2004, a comuna tem 8048 habitantes, com uma densidade 45,2 hab/km².

## Área
Estende-se por uma área de 177,99 km², incluindo:
- área agricola: 76%
- área florestal: 14%

## Demografia
Dados de 30 de Junho 2004:
|                      | Total   | Total | Mulheres | Mulheres | Homens  | Homens |
| -------------------- | ------- | ----- | -------- | -------- | ------- | ------ |
|                      | pessoas | %     | pessoas  | %        | pessoas | %      |
| População            | 8048    | 100   | 4002     | 49,7     | 4046    | 50,3   |
| Densidade (pop./km²) | 45,2    | 100   | 22,5     | 22,5     | 22,7    | 22,7   |

De acordo com dados de 2002, o rendimento médio per capita ascendia a 1341,86 zł.

## Subdivisões
- Braciszewo, Dalki, Dębówiec, Ganina, Goślinowo, Jankowo Dolne, Kalina, Krzyszczewo, Lubochnia, Lulkowo, Łabiszynek, Mączniki, Mnichowo, Modliszewo, Modliszewko, Napoleonowo, Obora, Obórka, Osiniec, Piekary, Pyszczyn, Pyszczynek, Skiereszewo, Strzyżewo Kościelne, Strzyżewo Paczkowe, Strzyżewo Smykowe, Szczytniki Duchowne, Wełnica, Wierzbiczany, Wola Skorzęcka, Zdziechowa.

## Comunas vizinhas
- Czerniejewo, Gniezno, Kłecko, Łubowo, Mieleszyn, Niechanowo, Rogowo, Trzemeszno, Witkowo